# Jevgenij Petrov
Jevgenij Petrov (russisk: Евгений Владимирович Петров tr. Jevgenij Vladimirovitj Petrov ; født 25. maj 1978 i Belovo) er en russisk tidligere professionel cykelrytter.